# Szabolcs Vidrai
Szabolcs Vidrai, né le 26 mars 1977 à Budapest en Hongrie, est un patineur artistique et entraîneur hongrois, sextuple champion de Hongrie dans les années 1990.

## Biographie

### Carrière sportive
Szabolcs Vidrai est sextuple champion de Hongrie (1993, 1996, 1997, 1998, 1999 et 2000).
Il représente son pays à quatre mondiaux juniors (1992 à Hull, 1993 à Séoul, 1995 à Budapest et 1996 à Brisbane), sept championnats européens (1993 à Helsinki, 1995 à Dortmund, 1996 à Sofia, 1997 à Paris, 1998 à Milan, 1999 à Prague et 2000 à Vienne), six mondiaux seniors (1993 à Prague, 1996 à Edmonton, 1997 à Lausanne, 1998 à Minneapolis, 1999 à Helsinki et 2000 à Nice) et aux Jeux olympiques d'hiver de 1998 à Nagano.
Il arrête les compétitions sportives après les championnats de Hongrie de 2001.

### Reconversion
Après s'être retiré des compétitions, Szabolcs Vidrai commence à travailler comme entraîneur en Hongrie.

## Palmarès
| Compétitions                  | 1992    | 1993    | 1994    | 1995    | 1996    | 1997    | 1998    | 1999    | 2000    | 2001    |
| Jeux olympiques               |         |         |         |         |         |         | 13e     |         |         |         |
| Championnats du monde         |         | 31e     |         |         | 18e     | 16e     | 10e     | 20e     | 26e     |         |
| Championnats d'Europe         |         | 20e     |         | 14e     | 10e     | A       | 17e     | 14e     | 11e     |         |
| Championnats de Hongrie       |         | 1er     |         |         | 1er     | 1er     | 1er     | 1er     | 1er     | 2e      |
| Championnats du monde juniors | 23e     | 23e     |         | 7e      | 4e      |         |         |         |         |         |
| Grand Prix ISU                | 1991/92 | 1992/93 | 1993/94 | 1994/95 | 1995/96 | 1996/97 | 1997/98 | 1998/99 | 1999/00 | 2000/01 |
| Skate America                 |         |         |         |         |         |         |         |         | 12e     |         |
| Skate Canada                  |         |         |         |         | 11e     |         |         | 3e      |         | 10e     |
| Coupe d'Allemagne             |         |         |         |         |         | 5e      | 8e      |         |         |         |
| Trophée de France             |         |         |         |         |         |         |         |         |         | 10e     |
| Coupe de Russie               |         |         |         |         |         | 11e     | 5e      | 5e      | 9e      |         |
| Trophée NHK                   |         |         |         |         | 9e      |         |         |         |         |         |
| Légende : A = Abandon         |         |         |         |         |         |         |         |         |         |         |